# Suero sanguíneo
El suero sanguíneo o suero hemático es el componente de la sangre resultante tras permitir la coagulación de esta y eliminar el coágulo resultante. Es equivalente al plasma sanguíneo, pero sin las proteínas involucradas en la coagulación (fibrinógeno en su mayor parte). El suero es útil en la identificación de algunos analitos en los que no se requiere de la intervención de un anticoagulante, ya que este podría interferir en el resultado alterándolo.